# Pteris longifolia
Pteris longifolia är en kantbräkenväxtart som beskrevs av Carolus Linnaeus. Pteris longifolia ingår i släktet Pteris och familjen Pteridaceae.

## Underarter
Arten delas in i följande underarter:
- P. l. bipinnata
- P. l. stipularis